# Asplenium kansuense
Asplenium kansuense är en svartbräkenväxtart som beskrevs av Ren-Chang Ching. Asplenium kansuense ingår i släktet Asplenium och familjen Aspleniaceae. Inga underarter finns listade.